# Приоло Гаргало
Приоло Гаргало (итал. Priolo Gargallo) је насеље у Италији у округу Сиракуза, региону Сицилија.
Према процени из 2011. у насељу је живело 11724 становника. Насеље се налази на надморској висини од 38 м.

## Становништво
Према резултатима пописа становништва 2011. у општини је живело 12.167 становника.
| 1931. | 1936. | 1951. | 1961. | 1971. | 1981.  | 1991.  | 2001.  | 2011.  |
| ----- | ----- | ----- | ----- | ----- | ------ | ------ | ------ | ------ |
| 4.989 | 5.132 | 6.545 | 8.162 | 9.974 | 11.408 | 11.466 | 11.785 | 12.167 |

## Партнерски градови
- Њу Бритен